# نوناکتین
نوناکتین (به انگلیسی: Nonactin) یک ترکیب شیمیایی با شناسه پاب‌کم ۷۲۵۱۹ است. 